# Flexamia huroni
Flexamia huroni är en insektsart som beskrevs av Emilie C. Bess och Hamilton 1999. Flexamia huroni ingår i släktet Flexamia och familjen dvärgstritar. Inga underarter finns listade i Catalogue of Life.